# Саньяк, Филипп
Филипп Саньяк (фр. Philippe Sagnac; 1 мая 1868, Перигё, департамент Дордонь, Франция — 24 февраля 1954, Люин) — французский историк и профессор. Брат физика Жоржа Саньяка.

## Биография
Родился 1 мая 1868 года в Перигё в Аквитании.
Учился в лицее в Перигё, затем в лицее Людовика Великого, изучал риторику и философию. В 1891 году Сеньяк учился в Высшей школе естественных наук, в 1894 году получил степень по истории. В 1898 году он получил докторскую степень по литературе.
С 1899 года преподавал современную и новейшую историю на факультете литературы в Лилле. В 1905 году стал профессором современной и новейшей истории в Лилле. В то же время он руководил журналом «Revue d’histoire moderne et contemporain» (1899—1914).

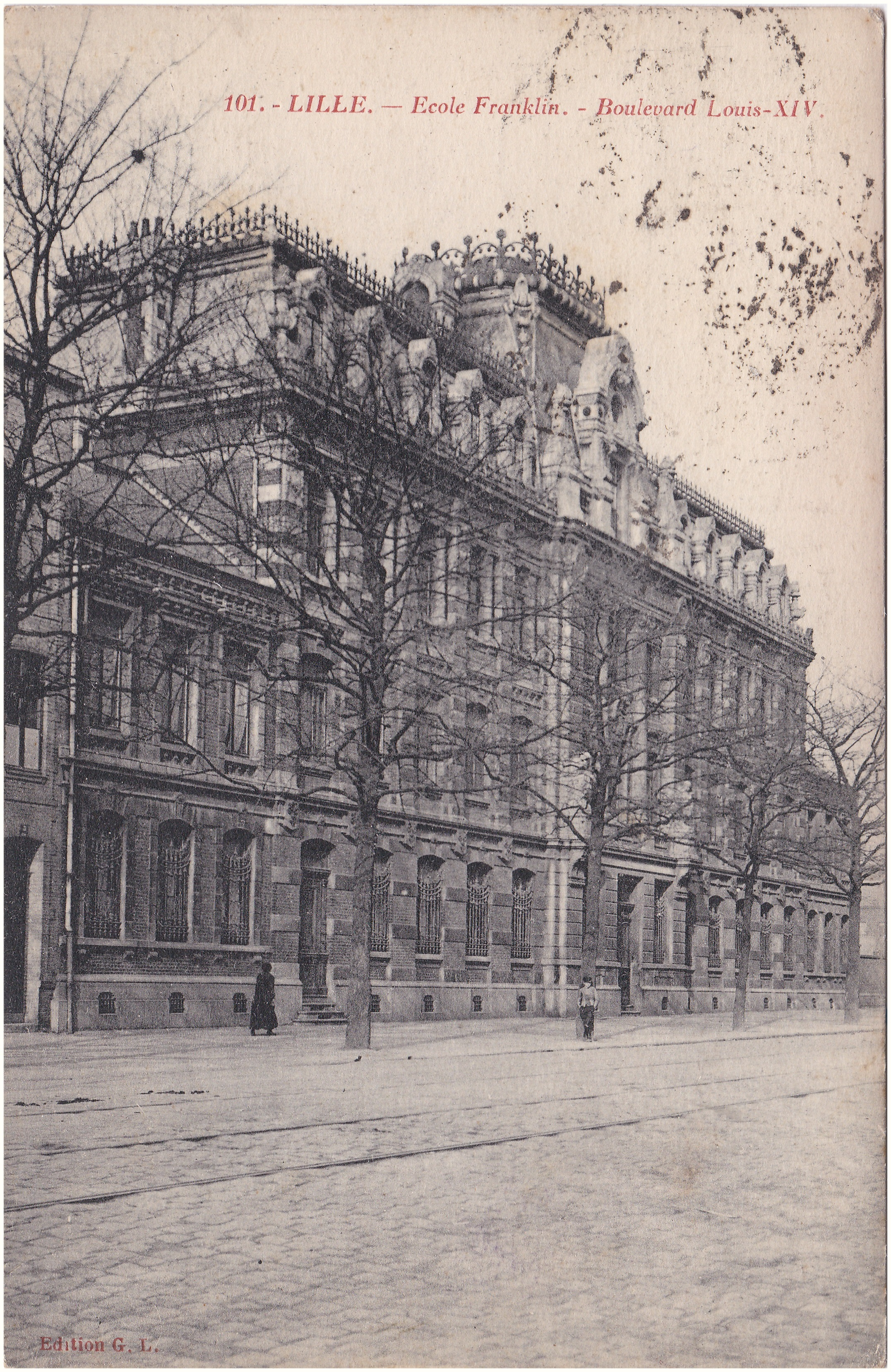
Школа École Franklin на бульваре Луи XIV в Лилле (Франция)

Во время Первой мировой войныЛилль был оккупирован немецкими войсками, Саньяк уехал в Бордо и вернулся в Лилль в 1919 году.
1 апреля 1923 года Филипп Саньяк стал профессором истории Французской революции на факультете литературы в Париже. В 1923—1937 годы он возглавлял Институт истории французской революции. В 1932 году основал Центр изучения Французской революции в Парижском университете..
В 1926—1928 годы Филипп Саньяк читал публичный курс в Каире, в 1928—1929 годы — публичные лекции в Александрии и во Французском лицее по вопросам формирования современной цивилизации в Европе.
В 1933—1939 годы руководил журналом «La Révolution française», был президентом Международного института французской революции (1937).
Вышел на пенсию 1 октября 1937 года, став почетным профессором.
В 1942 году получил Гран-при Гобера от Французской академии.
В 1946 году он был назначен офицером Почетного легиона.
Его работы посвящены главным образом Великой французской революции, содержат большой фактический материал. Совместно с П. Кароном издал сборник документов, касающихся ликвидации в 1789‒1793 годы феодальных порядков..

## Научные труды
- La législation civile de la révolution française (1789—1804); essai d’histoire sociale .. (1898)
- «Les Juifs et la Révolution française (1789—1791)» in Revue d’histoire moderne et contemporaine, tome 1 N° 3,1899. pp. 209—234, lire en ligne
- «Les Juifs et Napoléon (1806—1808)» in Revue d’histoire moderne et contemporaine, tome 2, 1900—1901, p. 461—484, 595—626, et tome 3 (1901—1902), p. 461—492.
- La fin de l’ancien régime et la révolution américaine, 1763—1789
- La fin de l’ancien régime, 1898
- La formation de la société française moderne, 1947
- Les comités des droits féodaux et de législation et l’abolition du régime seigneurial (1789—1793) documents publiés, 1907
- La formation de la société française moderne
- La révolution du 10 août 1792, 1945
- Le Rhin français pendant la Révolution et l’Empire, 1917, prix Thérouanne de l’Académie française en 1919
- Le crédit de l'État et les banquiers à la fin du XVIIe et au commencement du XVIIIe siècle, 1917
- La Révolution de 1789. Paris, Les Éditions Nationales. 1934, 2 T. C/ Jean Robiquet.